# Prumnopitys ferruginoides
Prumnopitys ferruginoides är en barrträdart som först beskrevs av R. H. Compton, och fick sitt nu gällande namn av De Laub. Prumnopitys ferruginoides ingår i släktet Prumnopitys och familjen Podocarpaceae. IUCN kategoriserar arten globalt som livskraftig. Inga underarter finns listade i Catalogue of Life.